# Marija Kondratjewna Gorochowskaja
Marija Kondratjewna Gorochowskaja (russisch Мария Кондратьевна Гороховская; * 17. Oktober 1921 in Jewpatorija; † 22. Juli 2001 in Tel Aviv-Jaffa) war eine sowjetische Turnerin. Sie trat für den Verein Stroitjel Charkow an und gewann bei den Olympischen Sommerspielen 1952 in Helsinki insgesamt sieben Medaillen; diesen Erfolg konnte vor und nach ihr keine Frau bei einer Olympiade erringen. Gorochowskaja erreichte fünf zweite Plätze mit Silbermedaillen, so dass sie in der Summe den Einzelmehrkampf für sich entscheiden konnte, da keine ihrer Konkurrentinnen an den Turngeräten eine ähnliche Konstanz aufzuweisen vermochte. Ferner gewann sie mit dem sowjetischen Team auch noch den Mannschaftsmehrkampf.
Ihren zweiten und gleichzeitig auch bereits letzten großen internationalen Auftritt hatte Marija Gorochowskaja bei den Weltmeisterschaften im Gerätturnen 1954 in Rom, wo sie erneut den Mannschaftsmehrkampf gewann sowie im Bodenturnen die Bronzemedaille errang.
Anschließend beendete sie ihre aktive Laufbahn und arbeitete als Kampfrichterin bei internationalen Turnveranstaltungen und als Dozentin. 1990 emigrierte sie nach Israel.

## Sowjetische Turniere
Marija Gorochowskaja gewann auf nationaler Ebene innerhalb von acht Jahren zehn Gold-, sieben Silber- und sieben Bronzemedaillen.
| Jahr | Veranstaltung | Einzelmehrkampf | Sprung | Stufenbarren | Schwebebalken | Bodenturnen | Ringeturnen | Reck |
| ---- | ------------- | --------------- | ------ | ------------ | ------------- | ----------- | ----------- | ---- |
| 1947 | Meisterschaft | Silber          |        |              |               |             |             |      |
| 1948 | Meisterschaft |                 |        | Silber       | Gold          |             |             |      |
| 1949 | Meisterschaft | Bronze          |        |              | Bronze        |             | Silber      | Gold |
| 1950 | Meisterschaft | Silber          | Bronze |              | Bronze        |             | Bronze      | Gold |
| 1951 | Meisterschaft | Gold            | Bronze |              | Silber        | Gold        |             |      |
| 1952 | Meisterschaft | Gold            | Bronze | Gold         | Silber        | Gold        |             |      |
| 1953 | Meisterschaft |                 |        | Gold         |               |             |             |      |
| 1954 | Meisterschaft | Silber          |        |              |               |             | Gold        |      |